# Awranlo
Awranlo (gruz. ავრანლო) – wieś w Gruzji, w regionie Dolna Kartlia, w gminie Calka. W 2014 roku liczyła 789 mieszkańców.